# هاشم الكعبي
هاشم بن حردان بن إسماعيل الكعبي ولد في بلدة دورق (منطقة الأهواز)، وتوفي في مدينة النجف.

## حياته
قضى حياته في الأهواز والعراق، وزار بلاد الحجاز حاجًا. قصد مدينة كربلاء لطلب العلم فأخذ عن علمائها الشعر وفنون الأدب وعلوم الدين، ومكث فيها عدة سنين، ثم عاد إلى موطنه. عمل بالزراعة مثل سكان منطقة الأهواز التي تميزت بخصوبة أراضيها.

## الإنتاج الشعري
له ديوان بعنوان: «ديوان الكعبي» اختصه بقصائد الرثاء، ويتضمن مطولة في وصف واقعة الطف - المطبعة الحيدرية - النجف 1354هـ/ 1935م. (أعيد طبعه بتقديم وتعليق محمد حسن آل الطالقاني - منشورات المكتبة الحيدرية ومطبعتها - النجف 1964)، وله قصائد وردت ضمن كتاب: «أعيان الشيعة»، وأخرى في كتاب: «الكشكول»، تعرضت للتحريف والأخطاء المطبعية، وله قصائد وردت ضمن كتاب: «شقائق النعمان»، وله ديوان مخطوط يتناول أغراضًا متعددة، توجد منه نسخة خطية محفوظة في خزانة الباحث هلال ناجي - بغداد.
تعددت موضوعاته وأغراضه. في وجدانياته ميل إلى الحزن والتعبير عن الآلام النفسية، مع نزعة بكائية على نحو ما نجد من قصيدته «من للعراق»، عارض القصائد وشطر بعضها، كما نظم على بناء الموشحة.

## عناوين القصائد
- من قصيدة: بطولات خالدة
- من قصيدة: الاكتفاء بالله
- البارع الحسن
- روعة البين
- دعاء

### من قصيدة: بطولات خالدة
| أرأيـتِ يـوم تحـمَّلـتْك القــــــــــــودا |  | مـن كـان مـنـا الـمـثقـلَ الـمـجهــــودا |
| حـمّلـتُهـا الغصنَ الرطـــــــــــيب وورده |  | وحـمـلْتُ فـيك الهـمَّ والـتسهـيـــــــــدا |
| وجعـلـتُ حظي مـن وصـــــــــــالكِ أن أرى |  | يـومًا بـه ألقى خـيـالك عـيـــــــــــدا |
| لـو شئتِ أن تعطـي حشـايَ صـبــــــــــابةً |  | فـوق الـذي بـي مـا وجـدت مزيـــــــــدا |
| أهـوى ربـاك وكـيف لـي بـمـنـــــــــازلٍ |  | حشدت عـلـيَّ ضغائنًا وحقــــــــــــــودا؟ |
| أمعـرّسَ الـحـيّيـن مـا لكَ لـم تجــــــــب |  | مضنًى ولـم تسمع له مـنشــــــــــــودا؟! |
| أأصـمّك الأظعـان يـومَ تحـمّلـــــــــــوا |  | أم صرت بعـد الظاعـنـيـن بـلـيـــــــدا؟ |
| قـد كـنـت تُوضح بـالأسنّة والظُّبـــــــــا |  | معـنًى وتقضـي مـوعـدًا ووعـيـــــــــــدا |
| حـيث الشمـوسُ عـلى الغصـون ولـم تكـــــن |  | عـايـنـــــــــــــــتَ إلا أوجهًا وقُدودا |
| مـن سـام عزك فـاستبـاح مـن الشـــــــرى |  | آسـاده ومـن الخدور الغِيــــــــــــــدا |
| أنّى انـتفى ذاك الجـمـال وأصـــــــــبحت |  | أيـامك الـبـيض اللـيـالـي ســـــــــودا |
| فـاسمعْ أبثَّك: أننـي أنـا ذلك الـــــــــ |  | ـكـمِدُ الـذي بك لا يـزال عـمـيــــــــدا |
| مـا أبعـدتْ مـنك القـريب حــــــــــوادثٌ |  | عـرضتْ ولا قـرَّبنَ مـنك بعـيــــــــــــدا |
| لا تحسبَنْه هـوًى يحــــــــــــال وإن غدا |  | حظُّ الشقــــــــــــــــــيّ تفرُّقًا وصدودا |
| فلأنـتَ أنـت وإن عـدَتْ بك نــــــــــــيّةٌ |  | عـن نـاظري وتـركـنَ دونك بِيـــــــــــدا |
| ولئن أبحتَ تجلّدي فلطـالـمــــــــــــــا |  | ألفـيـتَنـي عـند الخطـوب جلـيـــــــــدا |
| أو رحتَ تـنكر صـبـوةً قـامت عــــــــــلى |  | إثبـاتهـا فرقُ النحـول شهــــــــــــودا |
| أخذوا بـمسـروب السـراب وجـانـبـــــــوا |  | عذبًا يـمـير الـوافديــــــــــــن بَرودا |
| مـصـبـاحُ لـيلـتهـا صـبـاح نهـارهــــــا |  | يُمـنى نداهـا تـاجهـا الـمعقـــــــــودا |
| مِطعـانهـا مِطعـامهـا مِصدامهــــــــــــا |  | مِقـدامهـا ضرغامهـا الـمعهـــــــــــودا |

### من قصيدة: الاكتفاء بالله
| يـا بـارقًا لاح عـلى أعـلى الـحـمــــــى |  | أأنـت أم أنفـاس محـروق الـحشـــــــــا؟ |
| أهدى إلى القـلـب الشجـيّ نـــــــــــاره |  | وإن سقى قـلـب الخلـيّيـن الـحـيــــــــا |
| لـو كـنـتَ تدري بـالـذي فـي قـلـبــــــه |  | أغنـاك أن تسأله كـــــــــــــــيف ذوى؟ |
| فـي قـلـبـه نـار جـوًى لـو صــــــــادفت |  | جـمـرَ الغضـا لأحـرقت جـمـر الغضـــــــا |
| والصِّيـد لا يـزيله عــــــــــــــن قصده |  | فرطُ الأراجـيف ولا كثر الــــــــــــمِرا |
| تَشبُّثُ الـمـرء بأذيـال الـمــــــــــــنى |  | مـن دون جـدٍّ جَدَّه الـداءُ العـيــــــــــا |
| والـحـازم الرأي الـــــــــــذي إن غاله |  | غولُ الرزايـا لا بكى ولا شكــــــــــــا |
| مـن اكتفى بـالله كـان حسبـــــــــــــه |  | واللهُ حسبُ كل مـن بــــــــــــــه اكتفى |
| مـا لا يشـاء الله لـم يكـن ومـــــــــا |  | يشـاء فهْو كـائنٌ كـمـا يشــــــــــــــا |
| لا تـرجُ إلا الله واسخَ بـالـــــــــــذي |  | أولاكه مـن بذل جـودٍ وعطـــــــــــــــا |
| مـا كـنـتُ بـالخـائف مـن مـنـيّتــــــــي |  | جـاءت ضحًى أو طرقت بـابـي عِشـــــــــــا |
| فـالـمـوتُ لا يعـدو الفتى إمّا عـــــــلى |  | فراشه أو تحت أفـيـاء القبـــــــــــــا |
| والـمـرءُ مـا دام سلـيـمًا ديــــــــــنُهُ |  | وعِرضُه عـداه لـومٌ ولـحـــــــــــــــــا |

### البارع الحسن
| بنفسـي الـبـارعُ الـحُسْنِ الــــــــــــــ |  | ـمقـيـم لصـبـوتـي الــــــــــــــــحجَّه |
| ثـوى قـلـبـي ولكـن قــــــــــــــــــد |  | أثـار بـه الهــــــــــــــــــــوى عجّه |
| رمـاه بسهـم نــــــــــــــــــــــاظرِهِ |  | فأشجـاه كـمـــــــــــــــــــــــا شجّه |
| ضرورةُ حسنه أغنــــــــــــــــــــــــت |  | عـن الـبرهـان والـــــــــــــــــــحجّه |
| ومـا للـمدّعـي دعـــــــــــــــــــــوى |  | لهــــــــــــــــــــــــا وجهٌ وإن وجّه |
| جفـونٌ للـحـمـى تـرنـــــــــــــــــــو |  | وبـيـن يـديـه لــــــــــــــــــي مُهجه |
| فهـذي حـرّهـا نـــــــــــــــــــــــارٌ |  | وتلك يسـيلهـــــــــــــــــــــــا ثجّه |

### روعة البين
| مـا ذقتُ لـذة سـاعةٍ مـن قـربـــــــــــهِ |  | إلا ونغَّصهــــــــــــــــــا بروعة بَيْنِهِ |
| عـيـنُ الغزال بصدّه ونِفـــــــــــــــارهِ |  | وابنُ الغزال بجِيـده وبعـيـــــــــــــنه |
| لـم يلـوِ غـيري فـي معـامــــــــــلةٍ له |  | أبـدًا ويَلـوي ذا الغرام بـــــــــــدَيْنه |

### دعاء
| يـا ربِّ إنـي مذنـــــــــــــــــــــــبٌ |  | وببـاب عفـوك مـلـتجـــــــــــــــــــي |
| حـاشـاك تطرد ســـــــــــــــــــــائلاً |  | أو أن تخــــــــــــــــــــــــيِّبَ مُرتجِ |
| متضرِّعًا يـدعـوك يــــــــــــــــــــــا |  | مـولاه عـن قـلـــــــــــــــــــــبٍ شج |
| يـا مـوئلـي ومؤمَّلـــــــــــــــــــــي |  | ضـاق الخنـــــــــــــــــــــــاق ففَرِّج |